# Tyto novaehollandiae
La lechuza australiana o lechuza de campanario enmascarada (Tyto novaehollandiae) es una especie de ave strigiforme de la familia Tytonidae nativa del sur de Nueva Guinea y las áreas no desérticas de Australia.

## Taxonomía
Las subespecies descritas de Tyto novaehollandiae incluyen:
- T. n. calabyi I.J. Mason, 1983, (sur de Nueva Guinea)
- T. n. castanops (Gould, 1837), (Tasmania, introducido a la isla Lord Howe)
- T. n. galei Mathews, 1914, (península del Cabo York)
- T. n. kimberli Mathews, 1912, (norte de Australia continental)
- T. n. melvillensis Mathews, 1912, (islas Tiwi)
- T. n. novaehollandiae (Stephens, 1826), (sur de Australia continental)
- T. n. troughtoni N.W. Cayley, 1931, (llanura de Nullarbor, validez dudosa)